# Dnestr (radar)

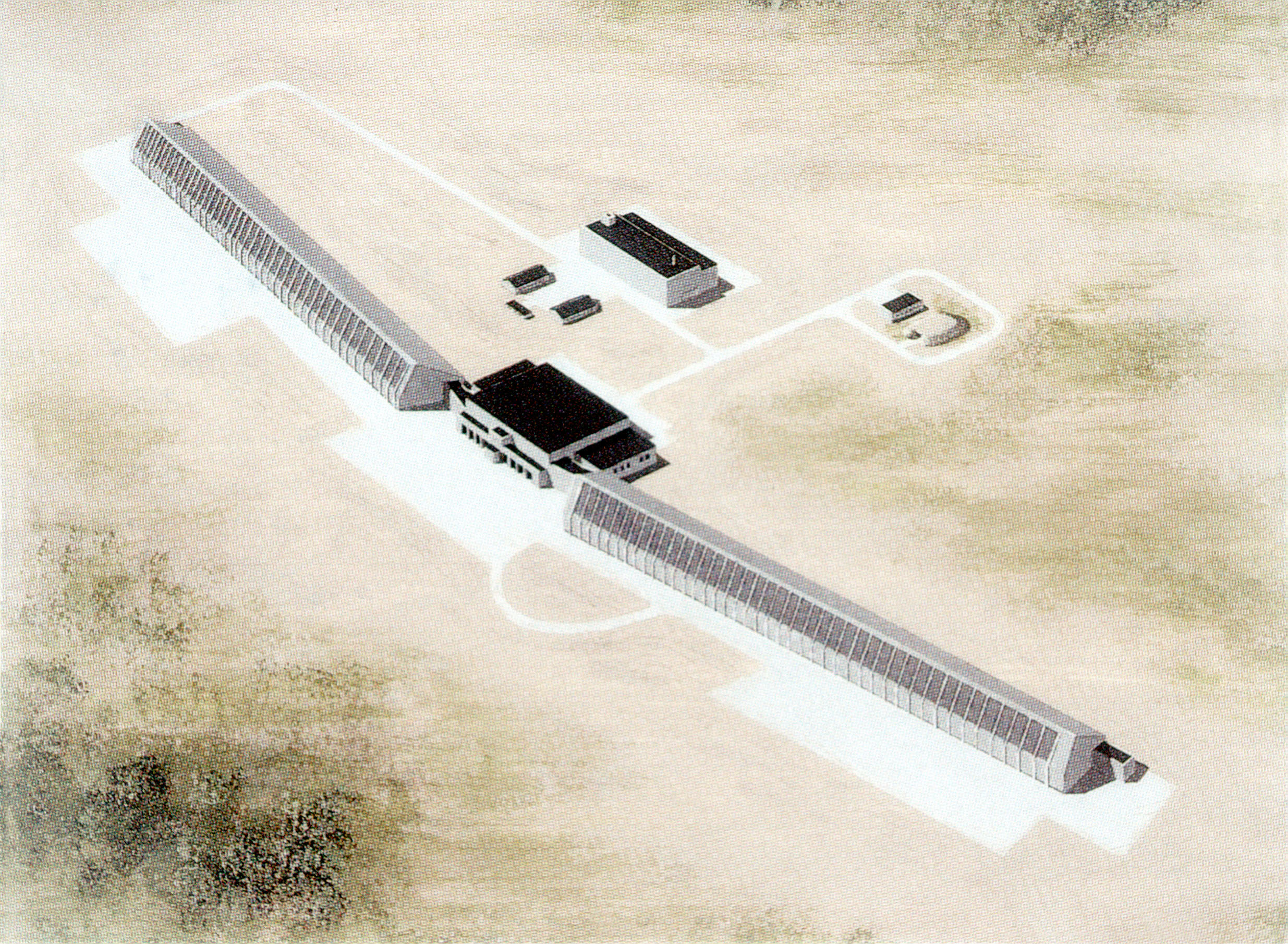
Concepção artística de um "conjunto radar" Dnestr - Dnepr.

Os radares Dnestr, em russo Днестр, que tinham como par o Dnepr, em russo Днепр, foram radares de 
alerta antecipado, usados pela União Soviética, hoje Rússia e outros países, para prevenir ataques de mísseis balísticos intercontinentais.
Das seis estações desse modelo construídas, apenas três continuam ativas, todas na Rússia.